# Почти как «бьюик»
«Почти как „бьюик“» (англ. From a Buick 8) — роман американского писателя Стивена Кинга в жанре ужасов. Был опубликован 24 сентября 2002 года. Согласно сюжету романа, работники полицейского участка в штате Пенсильвания сталкиваются со странным автомобилем (внешне похожим на «Buick Roadmaster» 1953 года выпуска), оказавшимся порталом между реальным и параллельным мирами.
Тема «разумных автомобилей» уже обыгрывалась Кингом в романе «Кристина» и рассказах «Грузовики» и «Грузовик дядюшки Отто».
Заглавие романа взято из песни Боба Дилана «From a Buick 6» из альбома «Highway 61 Revisited».

## Сюжет

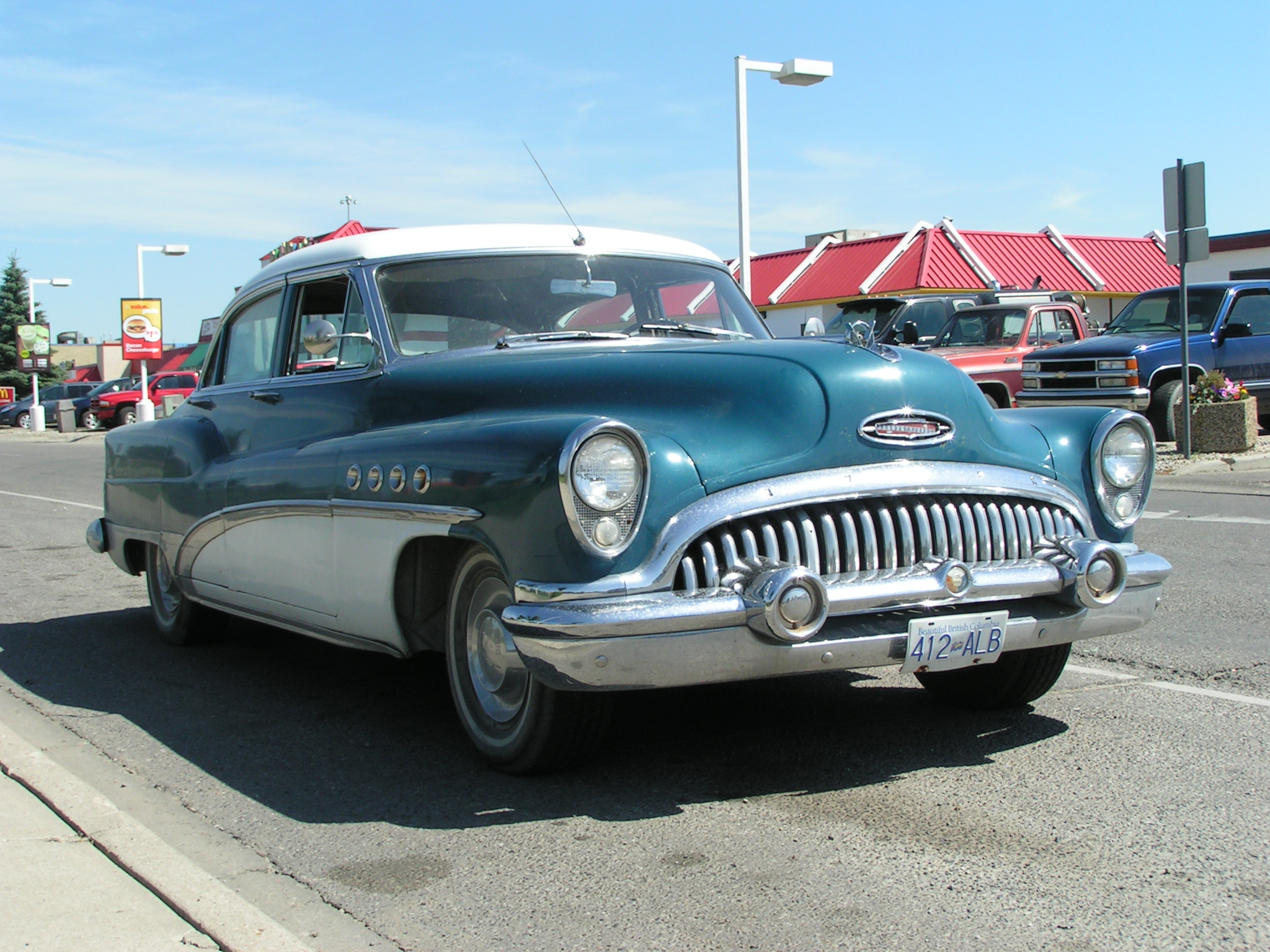
«Buick Roadmaster» 1953 года, изображённый на оригинальной обложке романа

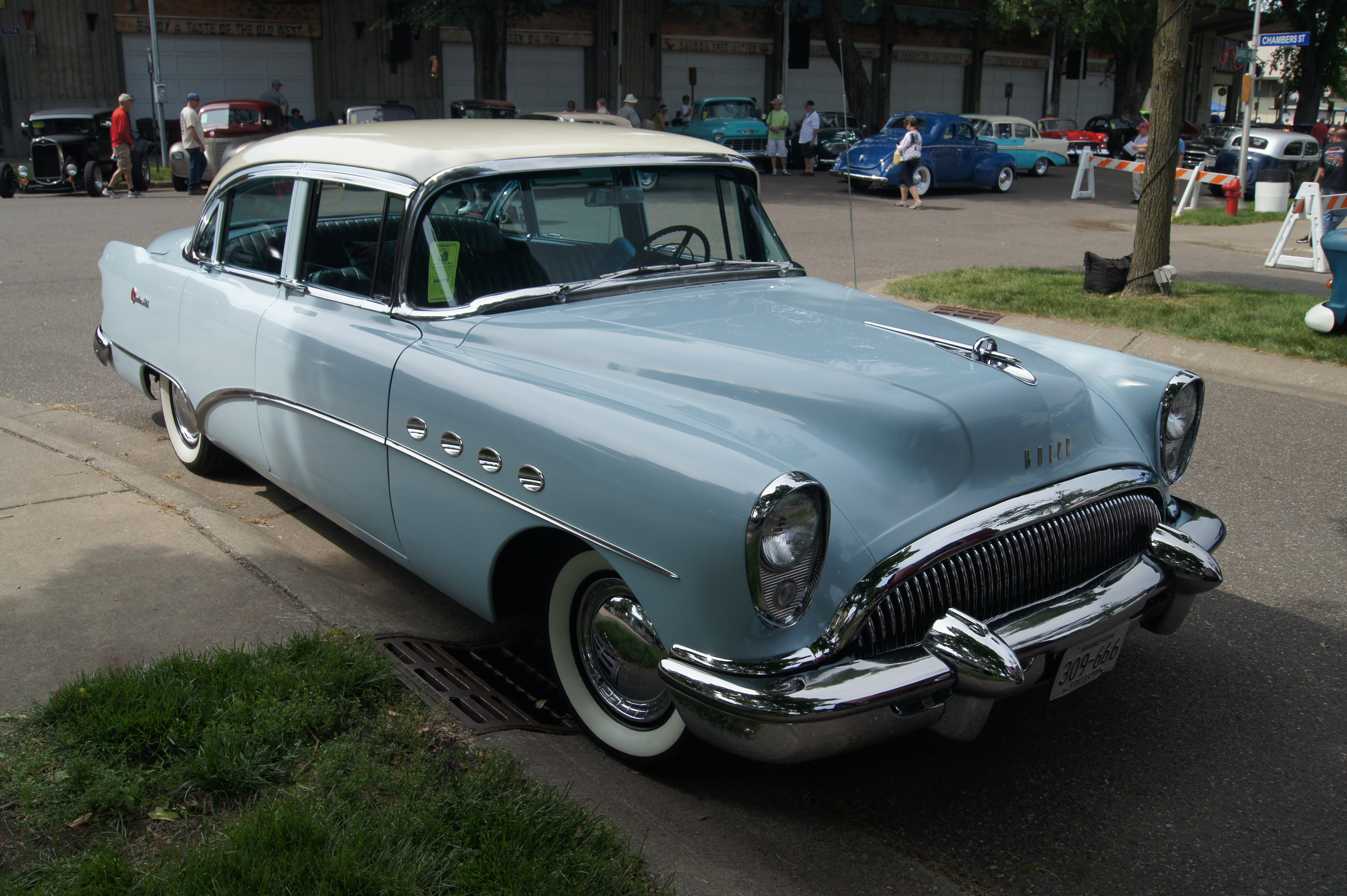
«Buick Roadmaster» 1954 года выпуска

У Неда Уилкокса погибает отец — полицейский Кёртис Уилкокс (его сбил пьяный водитель). Кёртис был ещё молодым, и Нед очень тяжело переживает гибель отца. Он часто приходит в полицейский участок штата Пенсильвания, где ранее работал его отец, и где работают все бывшие друзья Кёртиса и знакомые Неда. Однажды Нед заглядывает в гараж и видит в нём темно-синий автомобиль «Buick Roadmaster». После этого сержант Сэнди Диаборн (повествование ведётся от его лица) рассказывает Неду историю «бьюика», оставленного на автозаправочной станции в 1979 году загадочным человеком в чёрном, который бесследно исчез, и после конфискованного полицией.
Это был вроде бы обычный автомобиль, напоминающий «Buick Roadmaster» 1953 года выпуска, но вместо руля у него было большое колесо, провода зажигания никуда не вели, приборы на панели бесполезны, а на ни к чему не подключённом двигателе (в котором также не было движущихся частей) по обеим сторонам красовалась надпись «BUICK 8»; также автомобиль самовосстанавливался после повреждений и отводил от себя грязь и мусор.
Однажды тогдашний работник полиции Эннис Рафферти зашёл в гараж и был поглощён «бьюиком», а позже «бьюик» поглотил сбежавшего преступника Брайана Липпи. Взамен «бьюик» выплёвывал из своего багажника странных существ, не имевших лёгких и не похожих ни на кого из земных животных; также «бьюик» время от времени давал «светотрясения» вспышками фиолетового цвета с понижением температуры в гараже, которые давали жизнь странным существам. Кёртис Уилкокс большую часть времени посвящал «бьюику», проводя с ним эксперименты — перед «светотрясениями» он сажал в автомобиль насекомых и животных. Полицейские в итоге делают вывод, что автомобиль «BUICK 8» — портал в параллельный мир.
Выслушав всю историю, Нед понимает, что «бьюик» сыграл одну из ролей в гибели отца — работник автозаправочной станции, первым увидевший этот «бьюик» и потом сообщивший о нём в полицию, был тем самым пьяным водителем, сбившим Кёртиса Уилкокса. Нед решает уничтожить этот автомобиль и, дождавшись отъезда коллег, заходит в гараж и садится в «бьюик» с пистолетом и зажигалкой в руках, предварительно разлив под ним бензин. Полицейские, почувствовав неладное, спешат обратно в полицейский участок. Они пытаются вытащить Неда и прибывшего первым Сэнди, но «бьюик» прямо на их глазах открывает портал между мирами, и все (в том числе Нэд и Сэнди) видят в том мире личные вещи поглощённых Рафферти и Липпи; в итоге Неда и Сэнди освобождают от автомобиля.
В эпилоге романа выясняется, что полицейские обсуждали уничтожение «бьюика», но в итоге они решили продолжить присматривать за ним в надежде, что его сверхъестественная сила всё же иссякнет. Нед Уилкокс становится полицейским штата. Через несколько лет Нед показывает Сэнди неисчезнувшую царапину на лобовом стекле «бьюика» и они понимают, что автомобиль начал ломаться.

## Создание романа
Стивен Кинг обдумал сюжет романа во время поездки из западной Пенсильвании в Нью-Йорк; позже он изложил замысел романа в своих мемуарах. На написание первого чернового варианта ушло 2 месяца, а публикация была отложена из-за автомобильной аварии 19 июня 1999 года, которая едва не унесла жизнь писателя.
В 2002 году роман попал в список бестселлеров по версии «Los Angeles Times».
Сам роман вышел на фоне заявлений Кинга о возможном завершении писательской карьеры после выхода ещё трёх книг из-за нежелания повторяться. Со слов Кинга: Люди, прочитав «Бьюик», подумают: «Кристина». Речь идёт о машине, которая ненормальна, ясно?.

## Критика
- Лаура Миллер из газеты «The New York Times» при прочтении книги испытала экзотическое ощущение, как от самой машины: история сведена к минимуму, а читать произведение стоит из-за атмосферы и интонации. Также она отметила, что быт полицейских привлекает больше эмоций, чем необъяснимые события с автомобилем[4] В обзоре творчества писателя в 2020 году Гилберт Круз из этого же издания оценил книгу во многом как созерцательный роман, содержащий несколько наиболее тревожащих описаний за литературную карьеру Кинга[5].
- Майкл Харрис из газеты «Los Angeles Times» посчитал книгу стилистически выверенной и легко напряженной, а её персонажей — «настолько всесторонне развитыми, насколько это может предложить почти любой «литературный» роман». По его мнению, «то, что в нём есть жуткие вещи, является бонусом или отвлечением, в зависимости от точки зрения»[6].
- «Publishers Weekly» сравнил роман «Почти как „бьюик“» с романами «Игра Джералда» и «Куджо». По относительной краткости и простоте роман сравнили с более ранним Кингом, в то же время «присутствует стилистическая зрелость через утончённое обращение с круговой системой рассказчиков (как от первого, так и от третьего лица), изображение полицейских обычаев и нравов, а также убедительные подтемы романа (лояльность, связь поколений) и основная тема: жизнь наполнена явлениями, которые ослепляют нас и которые мы никогда не сможем понять». Также, по мнению рецензента, «роман не великий Кинг, но он почти безупречен»[7].

## Адаптации
- В 2005 году киностудия «Chesapeake Films» объявила, что Джордж Ромеро станет режиссёром экранизации, сценарий был создан Джонатоном Шеком и Ричардом Чизмаром[8]. В 2007 году Ромеро сменил Тоуб Хупер[9], но в 2009 году производство фильма остановилось из-за проблем с получением финансирования[10].
- В разработке есть адаптация с режиссёром и сценаристом Уильямом Брентом Беллом[11].
- В декабре 2019 года актёр Томас Джейн анонсировал создание в Лос-Анджелесе вместе с продюсером Кортни Лорен Пeнн компании «Renegade Entertainment» для съёмок экранизации романа[12]. В августе 2020 года Джейн подтвердил назначение Джима Микла режиссёром экранизации[13].

### Комментарии
1. ↑  Хотя во всех источниках указывается модель 1953 года, в самом тексте романа описывается именно модель 1954 года